# 宇宙無敵獎門人
《宇宙無敵獎門人》是香港無綫電視自2000年起播出的遊戲節目，獎門人系列第五輯。由「獎門人」曾志偉及二位「獎老」錢嘉樂、林曉峰主持，分別為「掌門人」和「長老」的諧音。

## 曾出現遊戲環節
- 宇宙無敵運動會

參賽者以臉部不同部位進行各項「運動」項目，優勝者可獲得一面金牌。獲得最多金牌的參賽者則屬勝出：
- 舉重：參賽者做出嘟嘴動作，以人中舉起重量最多的道具啞鈴則屬勝出。
- 三級跳：參賽者伸出舌頭以測量舌頭長度，舌頭最長者則屬勝出。
- 推鉛球：參賽者以鼻息推出道具架上的乒乓球，落地點最遠則屬勝出。
- 宇宙無敵無得頂

參賽者須蒙上眼睛，以繩子控制頭上的鐵盤放下並抓著繩子。最接近頭部而不敲中頭的參賽者則屬勝出。
- 宇宙無敵啖啖奶 / 宇宙無敵噴奶奶

玩法一：參賽者先抽選數字牌決定口中含住牛奶的人數，然後須猜出所有口中沒有含住牛奶的人，並逐一試探，直至選中所有口含牛奶的人時，即結束。找出最多沒有含奶的參賽者則屬勝出。
玩法二：參賽者須猜出其他人口中沒有含住牛奶的人，並逐一試探。以最少試探次數猜中的隊伍則屬勝出。
- 宇宙無敵運啜搶

第一回合：隊員輪流將置於吹風機上的乒乓球以口吸住，並運送至碗中。限時內運送最多乒乓球的隊伍則屬勝出。
第二回合：兩隊各派出一名隊員，以口搶走置於吹風機上的的乒乓球，搶到乒乓球的隊員所代表的組別則加1分，最後總分最高的隊伍則為勝出。
- 宇宙無敵OISHII

參賽者進行麻將遊戲。每隊起手有八隻牌，若手持兩隻相同的牌，其餘隊伍打出該牌則可「碰牌」，再多一隻則可「槓牌」。集齊兩組三款相同的牌，剩餘一對則可「叫糊」，自摸或其他隊伍出沖則可糊牌。最先糊牌的隊伍則屬勝出。
- 宇宙無敵閂大閘

隊員分成提示者及猜題者，提示者須在限時內以動作、語言提示令猜題者猜出題目字詞，若嘉賓說出題目其中一字，或猜題者偷看，該題目則作廢。猜對最多題目的隊伍則屬勝出。
- 宇宙無敵彈乜嘢

隊員分成提示者及猜題者，提示者須在限時內以鋼琴即時彈出題目歌曲。猜對最多正確歌曲的隊伍則屬勝出。
- 宇宙無敵估歌仔

隊員分成提示者及猜題者，提示者須根據歌詞內容以身體動作即時演繹。猜對最多正確歌曲的隊伍則屬勝出。
- 宇宙無敵排排企

參賽者順序報數，當數到有「7」的數字或「7」的倍數，參賽者須以站立代替報數，當有人站立時，報數方向即時逆轉。失誤最少的參賽者則屬勝出。輸家需吃含有隱形芥末的壽司作懲罰。
- 宇宙無敵GO BACK JUMP

參賽者順序報數，當數到有「3」的數字或「3」的倍數，參賽者須以「GO」、「BACK」或「JUMP」代替報數。失誤最少的參賽者則屬勝出：
- 「GO」：下位參賽者繼續報數。
- 「BACK」：報數方向逆轉。
- 「JUMP」：順序跳一名參賽者繼續報數。
- 宇宙無敵扮哂嘢

玩法一：參賽者須模仿指定短劇影片或現場表演，最後獲得最多現場觀眾掌聲支持的隊伍則屬勝出。
玩法二：參賽者須蒙上眼睛，根據主持即時講出的短劇內容演出，最後獲得最多現場觀眾掌聲支持的隊伍則屬勝出。
- 宇宙無敵遊LIFT河

參賽者須於限時完成指定小遊戲或項目，其中部分關卡有機會玩以前獎門人的遊戲，完成則可過關至下一關繼續挑戰。完成最多關卡的參賽者則屬勝出。
- 宇宙無敵吐欖核

全場總冠軍將欖核從口中吐出，獲得分數代表可獲得的大獎數量。
- 宇宙無敵擲粉刷

全場總冠軍將粉刷擲向黑板，獲得分數總分代表可獲得的大獎數量。

## 歌曲
- 主題曲：宇宙無敵獎門人

作曲：江勇
填詞：Alan Poon、林曉峰
主唱：曾志偉、錢嘉樂、林曉峰
提供：環球唱片有限公司（CD：《宇宙無敵獎門人終極原聲大碟》）